# ホーンテッドミュージアムII ようこそ幻影遊園地へ
『ホーンテッドミュージアムII ようこそ幻影遊園地へ』（ホーンテッドミュージアムツー ようこそげんえいゆうえんちへ）は、タイトーが2011年4月にリリースしたガンシューティングゲームである。『ホーンテッドミュージアム』の続編にあたる。プレイヤーは捜査官となり、7年前に廃業した（にも拘らず遊具は普通に稼働し、備品もなぜか劣化しないままの）遊園地にいる100人の失踪者を救助に向かう。
アメリカ・ロシア連邦ではGlobal VR社が『Shh…! Welcome to Frightfearland』という題名でこのゲームを発売している。

## 登場人物
クリス捜査官
本名「クリス・ワイルド」。1P側のキャラクター。子供のころメリーゴーラウンドがお気に入りだったという事実が明らかになる。以前より気が強くなっている。お化けや絶叫マシンの類は平気。
アキラ捜査官
本名「アキラ・ナカタ」。2P側のキャラクター。今回もサーカスに興奮するなど子供っぽい一面を示したかと思うと、ジェットコースターやお化けが嫌いという弱気な部分も見せる。

## 基礎知識

### 開始直後の展開
- 失踪者目撃地点となる廃業した遊園地“Haunted Land”の正面ゲートに辿り着く。失踪者の1人である黒人男性が逃げのび、まだ中にいる失踪者の救助を要請する。なお、この男性は100人の失踪者の内に入らない。
- プレイヤーは園内地図から、何処に行きたいかを撃って選ぶ。今回は、スタート地点を選ぶとその後行く所が固定されている。
- 一部暗くなる所があるが、銃口を向けると光で闇を照らせる。また、場所によってはナイトビジョンが使える。

### 戦闘
基本的な内容は前作と大概同じである。
- 今回の主要武器となるサブマシンガンは999発まで保有できるようになっている。弾数は照準点の斜め下に表示されている。弾は道中落ちていたり、箱または樽に入っていたり、敵が落したりするものを拾える。弾パックを拾うとボーナス点が加算される。ガンコントローラーにバイブレータ（振動機能）も搭載している。
- ガンコントローラーの横に付いている赤いボタンを押している間は照準点の形が変わり、弾数∞の自動式拳銃に切り替わる。ボタンを放せばマシンガンに戻る。
- ダメージは受けた攻撃の種類によって差がある。画面下方に表示されるライフゲージが無くなるとゲームオーバー。なお、今回はダメージを受けたり民間人を誤射すると捜査官の顔が数秒画面下に表示される。
- コンティニューすると弾薬が最大500発迄補充される。
- 連続して標的に当て続けるとコンボ数が体力ゲージの上に表示される。
- 前回あった画面を反転させる鏡および捜査官の外観を変えるアイテム（3D眼鏡・被り物など）は今回は出てこない。

### 民間人救助
今回から加わった新しい要素であり、このゲームの重要な目的でもある。プレイヤーはピエロから逃げ回る民間人を救助する。民間人の頭上には“HELP!”と書かれた吹き出しが出ている。救助に成功するとこの吹き出しは消える。何人救助したかは画面左上に表示される。
- 大抵の場合、出現してから画面外に消えるか、近くのピエロを全滅させればそれで成功とみなされる。ただし、所によっては一定時間内に救助しないと民間人が死亡に至る。また、1人救うために何人ものピエロを殺さなくてはならない事例もある。民間人を誤射したり、敵に殺されるとプレイヤーのライフが減る。なお、民間人への誤射判定は民間人の上に表示されている「HELP」マークが消えた（音声では民間人のお礼の言葉が入った）時点で消え、それ以降は弾が当たっても誤射の判定はない。
- 道中に置いてある樽を壊すと、中から民間人が出てくることがある。この場合自動的に救出成功となる。必ず民間人が出てくる樽もあれば民間人が出てくるかどうかランダムである樽もあり、100人全員救出を目指すならできる限り樽を壊す必要がある。
- 民間人は老若男女、および人種を問わず多彩である。欧米人だけでなく、中国人・日本人もいる。ただし、子供は1人もいない。
- 救助に成功すると、民間人の名前（××× Rescued!）とイラストが画面左上に表示される。男性は緑、女性はピンクで表記される。同時に、得点が加算される。
- ゲーム終了後（途中でゲームオーバーか、全ステージクリアかは不問）、最終結果および評価が表示され、1人でも救助に失敗していると“100人まであとХ人”と表示される。全員救助に成功すると“祝 100人達成!”と表示され、民間人が捜査官2人を盛大に褒め称えてくれる。

## 雑魚敵
今回は主にピエロを相手に戦う事になる。所により小人や蝙蝠など違った敵も現れる。中には倒さなくても影響の無い敵もいる。
下級ピエロ
最も頻繁に現れる。主な攻撃手段はダイナマイト・斧・火炎瓶などの飛び道具である。投躑の技術は天下一品で、プレイヤー側に向かって飛んで来た時は必ず命中するが、撃墜可能。たまに斧または剣で直接切りつけることもある。飛び道具はステージによって異なり、フードコートならケチャップまたはマスタードのボトル、サーカス会場ではジャグリングに使う棍棒といった具合にバラエティ豊かである。観覧車へ向かう前に現れる消防士の格好をしたピエロは消火剤の代わりに炎を撒きちらし、これで攻撃する。民間人を襲っているのも大抵このピエロである。時限爆弾を仕掛けたり、プロペラ機やオートバイを運転できるなど、器用である。容姿は様々だが耐久力はどれも低い。
パンダの遊具
メリーゴーラウンド・コーヒーカップ・回転ブランコ・観覧車の周囲に現れる雑魚敵。一度に沢山現れるが耐久力は低い。クリス捜査官いわく「全然可愛くない」。
マシンガンを持ったピエロ
下級ピエロより少々耐久力が高い。倒すと2つの弾パックを必ず落とす。弾切れになると障害物に隠れてリロードすることがある。ボスまたは中ボスと交戦中に出てくることがある。所構わず乱射するが、銃弾が民間人や他のオブジェクトないし雑魚敵・ボスに当ることは決して無い。
肥満ピエロ
身長・体重・耐久力（個体差あり）ともに、マシンガンを持ったピエロを上回る。大きな箱または樽を投げて攻撃する。弾丸の絵が描いてある箱または樽を壊すと中から弾パックおよび得点アイテムの硬貨が大量に出てくる。箱または樽を壊した後は再び同じ物を投擲する事が有る。民間人を拉致しているのも大抵このピエロである。釦を押している間使える自動式拳銃を使えば13 - 14発で倒せる。
骸骨看守
お化け屋敷監獄エリアと墓地にのみ現れる。攻撃手段は斧またはダイナマイトの投擲。耐久力は極めて低く、拳銃1発で倒せる。墓地では地面から湧いて出て来ることがある。
魔女
人魚アトラクションの終盤に10人程現れる。「美味しい林檎はどうだい?」と明瞭な言葉を発する唯一の敵。物陰に隠れながら林檎を模った手榴弾を投げる。倒すとアイコンに赤の二重丸が表示される。なお、アイコンの位置と出現位置は合致している。民間人10人も一緒に出てくるので誤射に用心しなくてはならない。
兎の着ぐるみ
サーカス小屋、お化け屋敷裏側にある従業員専用区域とパレード会場、メリーゴーラウンド周辺に現れる雑魚敵。鉄球付ハンマーで殴ったり、あるいは鉄球を投げつける。人間大砲の砲弾も務める。中に誰が入っているかは不明。射的屋の商品である兎のぬいぐるみ(獲得すると1つ100点加算)は、このキャラクターがモデル。
熊の着ぐるみ
回転ブランコの周辺・パレード会場に現れる。中に誰が入っているかは不明。接近攻撃を主体とする。
小人
右端の列の第3エリアに位置する、小人の家にのみ現れる。機動力に富む。攻撃方法は斧の投躑。これを利用して、室内の電灯を消しプレイヤーの動きを制限する。
ピエロの顔をした小蜘蛛
どのような原理で誕生したのかは不明だが、ピエロの顔をしていて、足が8本生えている。耐久力は雑魚敵の中では最弱で、ボタンを押した時使える自動式拳銃1発で倒せる。
ピエロの顔をした羽虫
基本的なことは先述のピエロの顔をした小蜘蛛と同じ。一度に沢山現れるが、全部がプレイヤーを攻撃するわけではない。

## 中ボス
ピエロ・ザ・ハンマー
メリーゴーランドの近くに現れる。ハンマーを叩いて樽を出し、そこから兎の着ぐるみを飛ばす。着ぐるみは1発で撃墜出来るが、マシンガンを持ったピエロも一緒に出て来る。体力が半減すると、ハンマーを振り上げ突進してくる。姿かたちは肥満ピエロと同じだが、耐久力と機動力は通常のそれよりもさらに高い。英語版での名前は“Hammer Clown”。
肥満ミイラ
お化け屋敷監獄エリアに登場する。入ってすぐに1度姿だけ見ることができる。この時点ではただの仕掛けと思われたが、ウィザード・ミラーにより視界が上下反転した後、扉を壊して出てくる。
ウィザード・ミラー
お化け屋敷玄関に登場する中ボス。道中で1度現れ、上下を反転させる。姿を消して逃げ回り、現れた時は斧を投げたりマシンガンを持ったピエロを差し向けたりする。戦っている最中も上下を反転させる。ある程度体力が減ると部屋を回転させながら一挙に多数の斧を投げつける。この段階になると姿を消す事は無くなる。英語版での名前は“Mirror Wizard”。
ピエロの顔をした大蜘蛛
フードコートに現れる。小蜘蛛を大量に従えており、攻撃させる。時々本体自ら噛みつきに来るが、連射していれば防げる。倒されると小蜘蛛はプレイヤーを攻撃しないままどこかへ去っていく。

## ステージ構成
ステージは14の通常ステージと1つのボーナスステージ、最終ステージの計16ステージにより構成される。ステージは5本の道に分れている。それぞれの道には3つのエリアがある。プレーヤーは開始地点を撃って選ぶ。そうすると、以降のエリアは固定される。途中で隣の道に行くことは不可能。ただし、離れた位置にある遊具を見ることは可能（例えば、回転ブランコの所にいながらローラーコースターの位置を確認することができる）。なお、プレイヤーが任意に選べる区域は斜体表記、ボスが現れるエリアは末端に★を表記する。
人魚アトラクション
一番左端の列の第1エリア。巨体ピエロに拉致される民間人を追うも、目の前で扉が閉まる。半ば冗談でアキラ捜査官が「開けゴマ!」と言うと本当に開く。暗い内部を懐中電灯で照らしつつ進んでいく。奥に進むと海賊船を象ったアトラクションに辿り着く。そこではピエロの顔をした醜い人魚と遭遇する。通り道を滑り降りると、民間人が魔女に囚われているのを発見する。10人の魔女の投げる林檎を撃ち落としつつ倒し、民間人10人を救う。
射的
一番左端の列の第2エリア。このゲームにおける唯一無二のボーナスステージである。クリス捜査官が勝負を持ち掛けることで始まる。アイテムは救急箱3つ、兎のぬいぐるみ7つ、金貨5枚の3種類である。このステージのみ、コルク弾を使う特殊なライフルを使う。このコルク弾はやや右にずれるのでその点に留意しなくてはならない。1発撃つと、再装填に時間が掛る。レーンは3つあり、中央だけが左から右にスクロールしており、しかも流れるのが早い。時間切れになると、何をいくつ取ったか内訳が、獲得した順に表示される。成績に応じてクリス捜査官とアキラ捜査官の会話の内容が変わる。全部の賞品をゲットすると、パーフェクトボーナスが10000点加算される(2人プレイの場合は各5000点ずつ加算)。
ローラーコースター ★
一番左端の列の第3エリア。最終ボスとなる魔法使いがこちらに手を振り、ローラーコースターで去っていくのを見送った後、階段を上り、乗り場にいたピエロ達を倒す。樽を壊さなければ民間人が現れることは無い。丁度一周して戻ってきたローラーコースターに乗り、戦闘を続けると、魔法使いが自分の乗っていたローラーコースターを脱輪、浮遊させてプレーヤーである捜査官を襲わせる。ある程度体力が減ると塗装が剥がれ、正体が現れる。クリアすると、ローラーコースターの化け物の石像が手に入る。
コーヒーカップ
左から2番目の列の第1エリア。風船での出迎えを受けた後、敵を数名倒す。その後、屋根にあったポットのオブジェが転落するので打ち壊す。ピエロが電源を入れてしまい、5人の人質を乗せたままコーヒーカップが動き出す。プレーヤーは民間人を撃たないようにしつつ、同乗しているピエロを全滅させなくてはならない。この時はレーザーポインターにより照準点が表示され、単発式になる。
お化け屋敷
左から2番目の列の第2エリア。入ろうとすると巨大骸骨が動き出す。玄関では絵の中の兵士が斧か弓矢のどちらかでプレイヤーを攻撃する。樽を打つと民間人がいるケースもある。中では、肥満ミイラを初めとするお化けを相手にしつつ探索を進めていく。やがて、ウィザード・ミラーの仕業で室内が上下反転する。中ボスであるウィザード・ミラーを追跡しつつ他の雑魚敵も退治する。ウィザード・ミラーを倒すと上下が元に戻る。
従業員専用区域→墓地 ★
左から2番目の列の第3エリア。従業員専用通路を通る。棘付鉄球を投げる兎の着ぐるみを退治しつつ進むと、奥からピエロの大群が追ってくる。慌てて事務所に逃げ込み、施錠する。ピエロたちが鍵を破壊し、侵入してくる前に鍵を見付け出して裏口から退散する。間に合わないと大量のピエロを相手にしなくてはならない上に屋外にいる黒人女性の救助に行けない。なお、探索イベントの時は形の酷似したUSBメモリが紛れ込んでいる。お化け屋敷を脱出してすぐ、入る間際に会った巨大骸骨との対決が始まる。途中骸骨看守の相手もしなくてはならない。周囲の墓石を壊すとコインか弾薬パックが出てくる。クリアすると骸骨の石像が手に入る。
メリーゴーラウンド
中央列第1エリア。樽を壊さなければ民間人が出て来ることは無い。ベンチで休んでいるピエロを掃討した後、メリーゴーラウンドに乗っているピエロを狙撃する。一定時間が経つと突然暴走し、台座が残らず吹き飛ぶ。その後、ピエロ・ザ・ハンマーと対決する。
フードコート
中央列第2エリア。売り子の格好をしたピエロが次々投げるケチャップとマスタードを撃ち落しながら進む。遠くで、民間人が連れ去られるのに気付いた2人は屋内に入る。丁度食事中だったピエロに気付かれないように行こうとするが、物音を立ててしまい見付かるので仕方なく交戦する。その後、奥の通路にいる、ピエロの顔をした蜘蛛を倒し、冷凍庫に入ると3人の民間人が人質に取られている。レーザーポインター付の銃を使ってピエロを倒す。この時ピエロは1発で倒せる。さらに奥に進むと左端のリフトから白人女性が降りてきて、まだ捕まっている人々の救助を要請する。直後、中央の扉からピエロが出てくる。その後、3つのリフトの扉が次々に開くイベントが発生する。赤いランプの付いた扉が開き、中身はピエロ・民間人のどれかであるが、後半になると空うちも使ってくる。民間人は最初の白人女性も含め合計6人降りてくる。偶に天井裏からピエロが出て来ることがある。最初に中央から出る分と最後から2番目に天井裏から出て来るのは下級ピエロ、一番後はマシンガンを持ったピエロで固定されているが、それ以外はランダムである。
厨房 ★
中央列第3エリア。民間人を助けつつ、調理服を着たピエロを倒しつつ進む。奥に進むと、魔法使いが召喚したボスである巨体コックと出会う。途中仲間が捕まりつつも何とか倒し、外に出る。クリアすると、巨体コックを模った石像が手に入る。
回転ブランコ
右から2番目の列の第1エリア。開幕後すぐ民間人（黒人男性と中国人女性→右から左へ逃げる白人男性→奥から手前へ逃げる黒人女性→ゴミ箱の背後に隠れている白人男性）の救助活動が続く。樽を打つと民間人がいるケースもある。急に動き出した回転ブランコから次々飛び降りるピエロを撃墜しつつ、乗っている3人の民間人を救助する。その後、今にも落ちそうな民間人2人にしがみ付いているピエロを撃ち落し（レーザーポインター付の単発銃に切り替え。5発で倒せる）、3本の梯子を伝って登ってくるピエロから女性を護る。なお、最後の女性救助の最中に限り肥満ピエロ以外のどれを倒しても弾パックが必ず出てくる。
サーカス 客席
右から2番目の列の第2エリア。オートバイに乗ったピエロや象、人間大砲の攻撃を回避し、拉致された民間人を追う。ステージに近付いた時、捜査官は爆弾が仕掛けられた檻に閉じ込められた5人の民間人を発見する。仕掛けられた爆弾を5秒以内に、赤・黄・青・黒・緑のコードを正しい順（毎回ランダムに選ばれ直前に通知されるので、それを覚える）に切って助ける。
サーカス 舞台の上 ★
右から2番目の列の第3エリア。引き続き民間人（黒人女性1人）を助け、虎とピエロを倒しつつ進む。象の攻撃から逃げるために天井通路に上り、さらに2人の民間人（中国人女性と黒人男性）を助ける。その後、魔法使いが現れ、ボスである玉乗り象を召喚する。クリアすると、玉乗り象の石像が手に入る。
汽車
右端列第1エリア。駅周囲の敵を掃討しつつ民間人（中国人女性1人）を救助する。民間人の乗った近くの列車が動き出すので慌てて乗り込む。やがて、隣の線路をもう1編成の列車が並走する。隣の車輛の民間人を救助し、さらにはプロペラ機に乗ったピエロとも対決する。この時はプロペラ機そのものよりパイロットを直接撃った方が早く倒せる。やがて、隣の列車は線路に置かれた樽にぶつかり脱線し暴走する。プレーヤーは時間内に4つの車輪を壊して暴走列車を止めなくてはならない。成功すると民間人を5人救助でき、失敗すると壁に激突する。
観覧車
先の車輪破壊ミッションの成否に関らず事故を起した列車は炎上し、火事になる。やがて、消防車が駆け付けるが、乗っていた消防士はピエロだった。しかも消火剤ではなく炎を撒き散らし火事をさらに大きくする。それに加え、パンダの遊具も攻撃を仕掛ける。それらを切り抜け、観覧車の所に辿り着くと、8人の民間人が捕まっているのに気付くが、距離が遠過ぎる。そのため、照準器#テレスコピックサイトを使い遠距離狙撃をすることになる。ここでは民間人がピエロに殺されるまでの時間が残り僅かになると“DANGER!”と表示される。なお、その高さ故にどこからでも位置を確認し易いアトラクションとなっている。所により動いていたり、いなかったりする。ラストボスの体力ゲージを0にした後、この観覧車の最上部のゴンドラの上に立っている。
小人の家→ガリバーのアトラクション★
白雪姫の舞台である小人の家（ここには民間人はいない）に入ると、すばしっこい小人の奇襲攻撃が待っていた。小人の1人が斧を投げ電源装置を壊し明りを消す。ナイトビジョンを使い、室内を探索することとなる。外に出ると、計4名の民間人を救助しつつピエロを倒す。やがて、魔法でガリバーが動き出しボス戦となる。動力源はピエロ3人が自転車をこいで発電する人力。クリアするとガリバーの石像が手に入る。
以上全てのステージをクリアすると最終ステージに突入する。
パレード ★
5つの石像を揃えて時計台の台座にはめた時、園内の照明が全て点灯する。そして、花火が打ち上げられ、多数のピエロ・着ぐるみたちによる盛大なパレードが始まる。それらを排除し、観覧車のゴンドラの上にいるラスボス、魔法使いとの最終決戦に臨む。ここでの結果および100人救出に到達したか否かがエンディングを決める。このステージに民間人は登場しない。また、弾パック以外のアイテムは何も出てこない。

## 民間人一覧
| 男性 | 女性 |

| Jie Liu             | Saki Shirakawa  | Tuyoshi Yamashiro | Camille Nicolas   | Li Wang         |
| Min-hyung Kim       | Ariane Angeline | Blad Smith        | Nsonowa Kefilwe   | Huan Lin        |
| Denzel Lvan         | Chin Xue        | Mi-young Oh       | Royce James       | Keira Jami      |
| Wilmot Mou          | Iona Zahara     | Tao Wang          | Yumi Okada        | Claude Dyson    |
| Misao Shiraishi     | Hyun Kim        | Rain Vicky        | Randal Sampson    | Takeko Asada    |
| Michael Shawn       | Kazumi Nagaoka  | Takuya Suzuki     | George Redd       | Mie Sakai       |
| Gosuke Okamura      | Lee Jin         | Yukiko Imada      | Philip Shane      | Keisa Winter    |
| Peter Michael       | Aletha Kacey    | Yong Fen          | Lucian Smith      | Drea Shanna     |
| Sheldon Christopher | Valeria Tullia  | Dwain Buck        | Kozue Takemoto    | Lionel Guy      |
| Donnie Chandler     | Chen Hong       | Yun Zhong         | Osin Christabella | Myung Young     |
| Sung Sang           | Ada Corynn      | Ada Ciro          | Tamika Blythe     | Darian Ira      |
| Andrea Phyllis      | Dubaku Taonga   | Lerato Lindiwe    | Odell Frank       | Romey Teale     |
| Daisuke Tashiro     | Naomi Rosalind  | Hardy Kemp        | Itumeleng Munashe | Feroze Naveed   |
| Raylene Louisa      | Ida Zita        | Madison Asher     | Vivienne Wanda    | Noella Sylvaine |
| Takashi Gouda       | Lizbeth Diot    | Bronte Alfreda    | Darell Rudy       | Marlyn Coby     |
| Aldous Ike          | Kitty Divina    | Jing Wang         | Adriana Dottie    | Jaden Hadyn     |
| Anouk Nicolette     | Addy Angel      | Deidra Porsche    | Lalia Gae         | Muneo Suzuki    |
| Elis Palmer         | Sacha Liliane   | Fulk Baxter       | Jin Sang          | Jarred Ned      |
| Jim Victor          | Sayuri Minamoto | Chuck Rashawn     | Ichiro Tanaka     | Alyssia Shawnda |
| Baldwin Caelan      | Zuri Zola       | Yuya Taguchi      | Jaclyn Sarah      | Fabien Jules    |

## 敵ボス一覧
各列の第3エリアと最終ステージに登場する。今回のボスは、ローラーコースターの化け物と巨体コックを除き決められた弱点が存在せず、どこを撃ってもダメージを与えられる。しかし、前作と違って1発でごっそり体力を削るということはできない。また、攻撃を防ぐために指定された区域をゲージが空になるまでひたすら撃たなくてはならないというイベントも発生する。
ローラーコースターの化け物
左端の列の第3エリアに現れるボス。魔法使いにより脱輪させられ、捜査官を襲う。頭部が弱点。ある程度ダメージを与えると塗装が剥れ龍のような化け物であることが暴露される。口から飛び道具を飛ばしたりするほか、座席に座っていたマシンガンを持ったピエロにも攻撃させる。
骸骨
左から2番目の列の第3エリアに現れるボス。お化け屋敷の仕掛けだった骸骨が魔法使いの力で自由に動くようになる。巨体にも拘らず、骨だけであるが故に動きは素早い。だが的が大きく、狙い易い。両手を地面に叩きつけ捜査官を空に飛ばすが、実はこの時は攻撃のチャンスである。しかし、飛び道具が来るのでそれに注意を払わなくてはならない。時々骸骨看守を差し向けその隙に自分は逃げ出すこともある。
巨体コック
中央列第3エリアに現れるボス。頭が弱点と明示されているが、胴体を撃ってもダメージを与えることは可能。走り出して一定時間が経つと大きな包丁を手にしてプレーヤーの内どちらか1人を掴もうとする。これは規定回数撃ち込めば回避可能。万一掴まれた時は、掴まれていない側が時間内に枠を撃って助けることになる。掴み攻撃キャンセルをするか、仲間の救助に成功すると包丁を落して転倒する。転んだ時にも攻撃できる。アキラ捜査官曰く「あんなコック見たらレストラン恐怖症にでもなりそう」。
玉乗り象
右から数えて2番目の列の第3エリアに現れるボス。玉に乗りながらも、ダンボのように空を飛べる。飛び道具で攻撃したり、雑魚敵に攻撃を任せて逃げたりする。1回だけ白い液体を吐き視界を塞ぐが、時間が経てば視界は元に戻る。
ガリバー
右端の列の第3エリアに現れるボス。最初は踏みつけようとするので撃って阻止する。すると、パーツが壊れ空を飛ぶ。モーターボートに乗って後を追う捜査官の前に再び姿を現し空爆する。それからさらに体力が減ると胴体に穴があき、3人のピエロが内部でペダルを漕ぎ操縦しているからくりである事が分る。ダメージを受けると形が崩れていく。
魔法使い
このゲームの最終ボス。プレイヤーとはそれ以前にも何度か会っているが直接交戦はしなかった。各エリアのボスの召喚を担当している。このボスに限り1回打ち込むだけで大ダメージを与えられる。本体は何もしないが魔法で沢山の雑魚敵を呼び出す。空を飛べるので狙いを定め難い。体力が0になると歪んだ空間が元に戻るが、よろけて観覧車から転落する。この時ロープで捕縛する。チャンスは1度きりである。なお、普段は顔が白く塗られているが、体力ゲージが0になった後は一部絵の具が剥れている。また、捕縛に成功した場合観覧車に逆さ宙吊りになり、その後身柄がどうなったかは不明。尚、彼の正体はノーマルエンドで明らかとなる。

## エンディング
今回もマルチエンディングであるが、前作より1つ増えて合計3種類存在する。条件は、最終ボスをロープで捕縛に成功したか否か、さらに失踪者100人を全員助けられたか否かである。また、失踪者を全員救助できない、すなわち0人救助してると、総合評価は「判定不能」と表示される。
バッドエンド
失踪者を何人救助していても、最終ボスの捕縛に失敗すると必ずこれになる。叫び声を上げつつ落ちていく最終ボスだったが、ふと見ると地面に落ちていない。不審に思った次の瞬間、捜査官2人の背後に何時の間にか戻ってきており魔法を掛ける。数日後、新聞およびラジオでは2人の捜査官もまた失踪した事を報じていた。新聞では「犯人は魔法使いか?」と報じられる中、女性がHaunted Landのお化け屋敷の監獄エリアを逃げ回っていた。それを追っていた2人のピエロは紛れも無く、仲間にされたクリス捜査官とアキラ捜査官であった。
ノーマルエンド
最終ボスの捕縛に成功し、失踪者の救助に1人でも失敗しているとこのエンディングになる。ラジオおよび新聞では事件のその後が報じられ、魔法使いは実在したこと、そしてその魔法使いの正体は元園長だったという真相が明かされる。アキラ捜査官が「もう遊園地とピエロは懲り懲り」とぼやいていると背後から、ファーストフード店の売り子のピエロが宣伝に来る。それを見たアキラ捜査官は腰を抜かしベンチから落下する。
グッドエンド
最終ボスの捕縛に成功し、なおかつ失踪者100人全員救助に成功すると見られる。新聞およびラジオでは2人の捜査官を称える内容が華々しく報じられ、民間人が2人に感謝の意を示す。また、現場となった遊園地にはパトロールカー（よく見ると車体に“ECPD”と書かれている。つまりチェイスH.Q.2で登場する車両ということ）と放送局の車両が来ている。